# Chiesa di Santa Maria del Carmelo e Sant'Emidio
La chiesa di Santa Maria del Carmelo e Sant'Emidio è un edificio di culto cattolico del comune di Acireale, sito nella frazione Pennisi, della quale costituisce la chiesa principale.

## Storia
La chiesa, costruita alla fine del XIX secolo grazie ai contributi personali dei fratelli sacerdoti Salvatore e Mario D'Agata, fu aperta al culto nell'anno 1900 ed è dedicata a santa Maria del Carmelo e a sant'Emidio. All'interno si trovano pregevoli affreschi raffiguranti la vita di sant'Emidio, l'apparizione della Vergine sul monte Carmelo e del giudizio universale. È stata elevata a chiesa parrocchiale nel 1922.
È stata danneggiata dal terremoto del 26 dicembre 2018, con il crollo del campanile e della statua di Sant'Emidio.

## Descrizione

### Esterno
La facciata della chiesa è in stile neoromanico con archi a tutto sesto e decorazioni a stucco. Il pronao sovrasta la porta d'ingresso. Molto graziosi il rosone, il protiro e il campanile con colonnine bifore, ornato a fregi.

### Interno
L'interno, ad unica navata, è coronato dall'abside, nelle cui pareti sono raffigurati sul lato sinistro il martirio di sant'Emidio, sul lato destro la visione di Elia sul monte Carmelo e sulla volta del coro l'incoronazione di Maria Santissima, tutti affreschi del pittore acese Francesco Patanè (Acireale 1902-1980).
Nella chiesa vi sono quattro altari laterali: sul lato sinistro uno è sovrastato dalla tela raffigurante la fuga in Egitto e l'altro dal crocifisso; sul lato destro in un altare vi è la tela di sant'Antonio Abate e nell'altro la statua del Sacro Cuore di Gesù. Una terza tela è collocata sull'altare maggiore e raffigura la Madonna del Carmelo. Tutte e tre le tele sono copie di opere pregevoli eseguite nel 1904 da Rosario Scavo di Aci Sant'Antonio. In alto, lungo il fregio del cornicione di entrambi inizi lati della navate, appare la seguente scritta: "QUI ME INVENERIT, INVENIET VITAM, ET HAURIET SALUTEM A DOMINO: QUI AUTEM IN ME PECCAVERIT, LAEDET ANIMAM SUAM (Salamon VIII 35-36)" ("Chi trova me, trova la vita e ottiene favore dal Signore: ma chi pecca contro di me danneggia se stesso (Pr 8, 35-36)"). Nel cornicione della parte absidale leggiamo: "GLORIA LIBANI DATA EST EI DECOR CARMELI ET SARON (Isaia XXXV2)" ("Le è data la gloria del Libano, lo splendore del Carmelo e di Saròn (Is 35,2)"), con alle estremità le parole: "AVE  MARIA". Sul fonte battesimale si trova una tela d'autore contemporaneo, Salvatore Montanucci, raffigurante il battesimo di Gesù.

## Statue
Nel 1937 il vescovo Salvatore Russo autorizzò don Giuseppe Arcidiacono a collocare sul sagrato della chiesa un piedistallo con la statua di sant'Emidio nell'atteggiamento di benedire i fedeli. La statua è stata danneggiata dal terremoto di Santo Stefano.